# دودا (لاعب كرة قدم مواليد 1974)
دودا (15 مارس 1974 في ساو برناردو دو كامبو في البرازيل – )؛ هو لاعب كرة قدم سابق كان يلعب كمهاجم.

## وصلات خارجية
- دودا على موقع رابطة كرة القدم اليابانية للمحترفين (اليابانية)
- دودا على موقع قاعدة بيانات كرة القدم.إي يو (الإنجليزية)
- دودا على موقع عالم كرة القدم.نت (الإنجليزية)